# Trash of the Titans
«Trash of the Titans» (с англ. — «Мусор титанов») — двадцать второй эпизод девятого сезона мультсериала «Симпсоны» и 200 эпизод всего сериала. Впервые вышел в эфир 26 апреля 1998 года. Сценарий написал Иэн Макстон-Грэм, а режиссёром серии стал Джим Реардон. Эпизод удостоен премии «Эмми» за лучшую анимационную программу 1998 года.
Эпизод посвящён памяти Линды Маккартни, которая умерла 17 апреля 1998 года за девять дней до выхода эпизода и которая появилась вместе со своим мужем Полом в серии «Лиза — вегетарианка».

## Сюжет
Симпсоны отмечают День Любви, хитро придуманный корпорацией по производству подарков для вытягивания денег из людей. Гомер отказывается выносить полный бак мусора, пока случайно не натыкается на него и не роняет весь мусор на пол. Вынося мусор, Гомер успевает подраться с мусорщиками, которые больше не обслуживают Симпсонов. Тогда Гомер решает выбрасывать весь мусор из окна, чтобы он не собирался в доме. Образуется гигантская куча мусора. Мардж просит Гомера извиниться перед мусорщиками, но он не хочет сдаваться. И его уловка срабатывает — мусор исчезает! Но не из-за упорства Гомера, а из-за письма Мардж с извинениями. Но Гомер не сдается и решает забрать письмо. В муниципалитете происходит стычка между Гомером и Рэем Патерсоном, главой отдела санитарного состояния. Гомер решает сам стать главой этого отдела. Он начинает баллотироваться на должность, но горожане не слишком доверяют Гомеру, и тогда он идет на хитрость — он выступает со своей речью на концерте группы U2 (исполняющих песню Pride (In the Name of Love)). Поначалу ему разрешает выступить Боно, но увидев, что у Гомера нет конкретной цели, тут же прогоняет его. Гомер думает, что провалился, но тут Мо предлагает ему придумать какой-нибудь лозунг, и Гомер придумывает фразу «Пусть кто-нибудь другой». Этой фразой, а также разными «бредовыми россказнями», Гомер и добивается победы над Патерсоном.
Гомер решает выполнить все свои обещания и поёт об этом. План продвигается, но выясняется пренеприятнейшая новость — оказывается, Гомер своей кампанией истратил годовой бюджет… за месяц! Мусорщики не будут работать даром, но у Гомера возникает план, как набрать денег. Ему начали платить другие города США за то, чтобы сбрасывать свой мусор в заброшенную шахту на окраине Спрингфилда. Гомер уверен, что там поместится бесконечное количество мусора, но, в конце концов, шахта наполняется и весь мусор выбрасывается на улицы Спрингфилда. Разумеется, Гомера увольняют, а Патерсон возвращаться на свой пост отказывается. И тогда мэр Квимби решает применить «План Б»: город переезжает на 5 миль вниз (Лиза говорит, что новое месторасположение города также замусорят), а старое местоположение города теперь убирают индейцы. Во время титров группа U2 летит на самолете, но случайно вступили конфликт с Мистером Бернсом.